# Ramón Malla Call
Ramón Malla i Call, né le 4 septembre 1922 à La Seu d'Urgell (Catalogne, Espagne) et mort le 18 avril 2014 à Lérida (Catalogne, Espagne), est un ecclésiastique espagnol. Il est évêque de Lérida de 1968 à 1999, administrateur apostolique du diocèse d'Urgell de 1969 à 1971 et à ce titre, coprince d'Andorre par intérim. 

## Biographie
Ramón Malla i Call est nommé évêque de Lérida par Paul VI en 1968.
En avril 1969, il est nommé par le pape administrateur apostolique d'Urgell en succédant à Ramon Iglesias y Navarri, évêque titulaire démissionnaire, et à ce titre il assure les fonctions de coprince d'Andorre par intérim jusqu'à l'installation du nouvel évêque, Joan Martí i Alanis, le 31 janvier 1971.
Il se retire en 1999 et devient évêque émérite de Lérida.